# Fédération du Salvador de football
 (mars 2023).
Si vous disposez d'ouvrages ou d'articles de référence ou si vous connaissez des sites web de qualité traitant du thème abordé ici, merci de compléter l'article en donnant les références utiles à sa vérifiabilité et en les liant à la section « Notes et références ».
La Fédération du Salvador de football (Federación Salvadoreña de Fútbol (es) FESFUT) est une association regroupant les clubs de football du Salvador et organisant les compétitions nationales et les matchs internationaux.
La fédération nationale du Salvador a été fondée en 1935. Elle est affiliée à la FIFA depuis 1938 et est membre de la CONCACAF depuis 1962.